# رود بردیشفکا
رود بردیشفکا (انگلیسی: Berdyshevka) یک رودخانه در استان آرخانگلسک کشور روسیه است.